# Христо Калигоров
Христо Савчев Калигоров е български учен, икономист и преподавател. Професор в Университета за национално и световно стопанство. Бил е декан на Отрасловоикономическия факултет в същия университет (днес катедра „Индустриален бизнес“, Бизнес факултет). Един от инициаторите е за създаването през 1953 г. на специалността „Икономика на труда“, към катедра „Икономика и управление на промишлеността“. Съавтор е на първия учебник по заплащане на труда в България, издаден преди повече от 60 години.

## Биография
Роден е през 1919 година в Габрово. Завършва Немското търговско училище в Русе през 1939 година и висше образование в „Университета „Фридрих-Вилхелм“ в Берлин“ през 1943 година. Защитава докторска дисертация във Висшето училище за световна икономика във Виена през 1944 година. От 1947 година преподава във Държавното висше училище за финансови и административни науки (днес УНСС), – тогава присъединен към факултета по стопански и социални науки към Софийския университет. От 1964 година е професор във ВИИ „Карл Маркс“ (днес УНСС).
През 1984 година Калигоров получава званието „Заслужил деятел на науката“, а по-късно му е връчен и почетния знак на Университета за национално и световно стопанство.
Калигоров издава в три тома през 1994 – 1997 година „Сбогом Двуфан, или спомени за личности и събития“. Това е романизиран разказ за историята на Университета за национално и световно стопанство и преживявания на автора в него.